# Torneio de Wimbledon de 2012
O Torneio de Wimbledon de 2012 foi um torneio de tênis disputado nas quadras de grama do All England Lawn Tennis and Croquet Club, no bairro de Wimbledon, em Londres, no Reino Unido, entre 25 de junho e 8 de julho. Corresponde à 45ª edição da era aberta e à 126ª de todos os tempos.

## Pontuação e premiação

### Distribuição de pontos
ATP e WTA informam suas pontuações em Grand Slam, distintas entre si, em simples e em duplas. A ITF responde exclusivamente pelos juvenis e cadeirantes.
Os qualificatórios de duplas masculinas e femininas são exclusivos de Wimbledon. Considerados torneios amistosos, os de duplas mistas e os de convidados não geram pontos.
No juvenil, os simplistas jogam duas fases de qualificatório, mas só os que passam à chave principal pontuam. Em duplas, a pontuação é por jogador. Os campeões de ambas modalidades recebem pontos adicionais de bônus (os valores da tabela já somam as duas pontuações).

#### Profissional
| Evento            | V    | F    | SF  | QF  | R16 | R32 | R64 | R128 | Q  | Q3 | Q2 | Q1 |
| Simples masculino | 2000 | 1200 | 720 | 360 | 180 | 90  | 45  | 10   | 25 | 16 | 8  | 0  |
| Duplas masculinas | 2000 | 1200 | 720 | 360 | 180 | 90  | 0   | —    | 25 | 0  | 0  | —  |
| Simples feminino  | 2000 | 1400 | 900 | 500 | 280 | 160 | 100 | 5    | 60 | 50 | 40 | 2  |
| Duplas femininas  | 2000 | 1400 | 900 | 500 | 280 | 160 | 5   | —    | 48 | 0  | 0  | —  |

| Evento            | V   | F   | SF  | QF | R16 | R32 | R64 | Q  | Q2 | Q1 |
| Simples Masculino | 500 | 180 | 120 | 80 | 50  | 30  | 25* | 20 | 0  | 0  |
| Simples Feminino  | 500 | 180 | 120 | 80 | 50  | 30  | 25* | 20 | 0  | 0  |
| Duplas Masculinas | 360 | 120 | 80  | 50 | 30  | 0   | —   | —  | —  | —  |
| Duplas Femininas  | 360 | 120 | 80  | 50 | 30  | 0   | —   | —  | —  | —  |

| Evento | V   | F   | 3º lugar | 4º lugar |
| Duplas | 800 | 500 | 100      | 100      |

### Premiação
A premiação geral aumentou 10% em relação a 2011. Os títulos de simples tiveram um acréscimo de £ 50.000 cada.
O número de participantes em simples se difere somente na fase qualificatória (128 homens contra 96 mulheres). Os valores para duplas são por par. O torneio de duplas mistas possui mais participantes que os outros de Grand Slam (48, contra 32 dos concorrentes). Diferentemente da pontuação, não há recompensa aos vencedores do qualificatório.
Nos eventos secundários há apenas duplas. Convidados possuem três torneios (masculino, feminino e sêniores - masculino). Os qualifiers de duplas e todos os juvenis não são pagos.
| Evento                 | V           | F         | SF        | QF        | Últimos 16 | Últimos 32 | Últimos 64 | Últimos 128 | Q3        | Q2        | Q1        |
| Contemplados           | 1           | 1         | 2         | 4         | 8          | 16         | 32         | 64          | 16H / 12M | 32H / 24M | 64H / 48M |
| Simples (2)            | £ 1.150.000 | £ 575.000 | £ 287.500 | £ 145.000 | £ 75.000   | £ 38.875   | £ 23.125   | £ 14.500    | £ 8.500   | £ 4.250   | £ 2.125   |
| Duplas (2)             | £ 260.000   | £ 130.000 | £ 65.000  | £ 32.500  | £ 16.650   | £ 9.350    | £ 5.450    | —           | £ 0       | £ 0       | —         |
| Duplas mistas          | £ 92.000    | £ 46.000  | £ 23.000  | £ 10.500  | £ 5.200    | £ 2.600    | £ 1.300*   | —           | —         | —         | —         |
| Duplas cadeirantes (2) | £ 8.000     | £ 4.500   | £ 2.750*  | £ 1.750*  | —          | —          | —          | —           | —         | —         | —         |
| Duplas convidadas (3)  | £ 19.000    | £ 16.000  | £ 13.000* | £ 12.000* | £ 11.000*  | —          | —          | —           | —         | —         | —         |

Total dos eventos: £ 15.153.400
Per diem (estimado): £ 906.600
Total da premiação: £ 16.060.000

## Convidados à chave principal

### Simples
| 1. Jamie Baker 2. David Goffin 3. Oliver Golding 4. Joshua Goodall 5. Tommy Haas 6. Lleyton Hewitt 7. James Ward | 1. Naomi Broady 2. Johanna Konta 3. Virginie Razzano 4. Laura Robson 5. Yaroslava Shvedova 6. Heather Watson |

## Eliminações em simples

### Masculino
| Campeão                         | Campeão                  | Vice-campeão                 | Vice-campeão               |
| ------------------------------- | ------------------------ | ---------------------------- | -------------------------- |
| Roger Federer [3]               | Roger Federer [3]        | Andy Murray [4]              | Andy Murray [4]            |
| Eliminados na semifinal         |                          |                              |                            |
| Novak Djokovic [1]              | Novak Djokovic [1]       | Jo-Wilfried Tsonga [5]       | Jo-Wilfried Tsonga [5]     |
| Eliminados nas quartas-de-final |                          |                              |                            |
| Florian Mayer [31]              | Mikhail Youzhny [26]     | David Ferrer [7]             | Philipp Kohlschreiber [27] |
| Eliminados na quarta rodada     |                          |                              |                            |
| Viktor Troicki                  | Richard Gasquet [18]     | Xavier Malisse               | Denis Istomin              |
| Juan Martín del Potro [9]       | Marin Čilić [16]         | Mardy Fish [10]              | Brian Baker (Q)            |
| Eliminados na terceira rodada   |                          |                              |                            |
| Radek Štěpánek [28]             | Juan Mónaco [15]         | Nicolás Almagro [12]         | Jerzy Janowicz (Q)         |
| Julien Benneteau [29]           | Fernando Verdasco [17]   | Alejandro Falla              | Janko Tipsarević [8]       |
| Andy Roddick [30]               | Kei Nishikori [19]       | Sam Querrey                  | Marcos Baghdatis           |
| Lukáš Lacko                     | David Goffin (WC)        | Benoît Paire                 | Lukáš Rosol                |
| Eliminados na segunda rodada    |                          |                              |                            |
| Ryan Harrison                   | Benjamin Becker (PR)     | Martin Kližan                | Jérémy Chardy              |
| Guillaume Rufin (Q)             | Ruben Bemelmans (Q)      | Philipp Petzschner           | Ernests Gulbis             |
| Fabio Fognini                   | Michael Russell (Q)      | Grega Žemlja (WC)            | Gilles Simon [13]          |
| Nicolas Mahut                   | Igor Andreev             | Iñigo Cervantes Huegun (Q)   | Ryan Sweeting (Q)          |
| Kenny de Schepper (Q)           | Björn Phau               | Florent Serra (Q)            | Go Soeda                   |
| Łukasz Kubot                    | Milos Raonic [21]        | Grigor Dimitrov              | Ivo Karlović               |
| Guillermo García-López          | Jürgen Melzer            | Jesse Levine (Q)             | James Ward                 |
| Jarkko Nieminen                 | Alexandr Dolgopolov [22] | Malek Jaziri                 | Rafael Nadal [2]           |
| Eliminados na primeira rodada   |                          |                              |                            |
| Juan Carlos Ferrero             | Lu Yen-hsun              | James Blake                  | Sergiy Stakhovsky          |
| Marcel Granollers [24]          | Juan Ignacio Chela       | Filippo Volandri             | Leonardo Mayer             |
| Olivier Rochus                  | Steve Darcis             | Carlos Berlocq               | Tobias Kamke               |
| Dmitry Tursunov                 | Blaž Kavčič              | Simone Bolelli (Q)           | Tomáš Berdych [6]          |
| Albert Ramos                    | Michaël Llodra           | Adrián Menéndez Maceiras (Q) | Gilles Müller              |
| Jimmy Wang (Q)                  | Joshua Goodall (WC)      | Marinko Matosevic            | Paul-Henri Mathieu         |
| John Isner [11]                 | Paolo Lorenzi            | Oliver Golding (WC)          | Andreas Seppi [23]         |
| Donald Young                    | Flavio Cipolla           | Potito Starace               | David Nalbandian           |
| Dustin Brown                    | Matthias Bachinger       | Wayne Odesnik (LL)           | Jamie Baker (WC)           |
| Mikhail Kukushkin               | Andrey Kuznetsov         | Igor Kunitsyn                | Robin Haase                |
| Cedrik-Marcel Stebe             | Tatsuma Ito              | Vasek Pospisil               | Santiago Giraldo           |
| Kevin Anderson [32]             | Albert Montañés          | Dudi Sela                    | Nikolay Davydenko          |
| Lleyton Hewitt (WC)             | Édouard Roger-Vasselin   | Adrian Ungur                 | Stanislas Wawrinka [25]    |
| Bernard Tomic [20]              | Karol Beck               | Pablo Andújar                | Rubén Ramírez Hidalgo      |
| Feliciano López [14]            | Rui Machado              | Matthew Ebden                | Alex Bogomolov Jr.         |
| Tommy Haas (WC)                 | Jürgen Zopp (Q)          | Ivan Dodig                   | Thomaz Bellucci            |

### Feminino
| Campeã                          | Campeã                   | Vice-campeã                   | Vice-campeã              |
| ------------------------------- | ------------------------ | ----------------------------- | ------------------------ |
| Serena Williams [6]             | Serena Williams [6]      | Agnieszka Radwańska [3]       | Agnieszka Radwańska [3]  |
| Eliminadas na semifinal         |                          |                               |                          |
| Angelique Kerber [8]            | Angelique Kerber [8]     | Victoria Azarenka [2]         | Victoria Azarenka [2]    |
| Eliminadas nas quartas-de-final |                          |                               |                          |
| Sabine Lisicki [15]             | Maria Kirilenko [17]     | Petra Kvitová [4]             | Tamira Paszek            |
| Eliminadas na quarta rodada     |                          |                               |                          |
| Maria Sharapova [1]             | Kim Clijsters            | Camila Giorgi (Q)             | Peng Shuai [30]          |
| Yaroslava Shvedova (WC)         | Francesca Schiavone [24] | Roberta Vinci [21]            | Ana Ivanović [14]        |
| Eliminadas na terceira rodada   |                          |                               |                          |
| Hsieh Su-wei                    | Sloane Stephens          | Vera Zvonareva [12]           | Christina McHale [28]    |
| Heather Watson                  | Nadia Petrova [20]       | Sorana Cîrstea                | Arantxa Rus              |
| Zheng Jie [25]                  | Sara Errani [10]         | Klára Zakopalová              | Varvara Lepchenko        |
| Yanina Wickmayer                | Mirjana Lučić (Q)        | Julia Görges [22]             | Jana Čepelová (Q)        |
| Eliminadas na segunda rodada    |                          |                               |                          |
| Tsvetana Pironkova              | Stéphanie Foretz Gacon   | Petra Cetkovská [23]          | Bojana Jovanovski        |
| Silvia Soler Espinosa           | Andrea Hlaváčková        | Mathilde Johansson            | Ekaterina Makarova       |
| Elena Vesnina                   | Jamie Hampton            | Tímea Babos                   | Anna Tatishvili          |
| Li Na [11]                      | Lourdes Domínguez Lino   | Ayumi Morita                  | Samantha Stosur [5]      |
| Melinda Czink (Q)               | Aleksandra Wozniak       | Kiki Bertens                  | Anne Keothavong          |
| Olga Govortsova                 | Kristýna Plíšková (Q)    | Anastasia Pavlyuchenkova [31] | Elena Baltacha           |
| Alizé Cornet                    | Galina Voskoboeva        | Marina Erakovic               | Marion Bartoli [9]       |
| Kateryna Bondarenko             | Anastasiya Yakimova      | Anabel Medina Garrigues [26]  | Romina Oprandi           |
| Eliminadas na primeira rodada   |                          |                               |                          |
| Anastasia Rodionova             | Vesna Dolonc (Q)         | Virginie Razzano (WC)         | Monica Niculescu [29]    |
| Vania King                      | Karolína Plíšková (Q)    | Eleni Daniilidou              | Petra Martić             |
| Mona Barthel                    | Edina Gallovits-Hall     | Chang Kai-chen                | Jelena Janković [18]     |
| Johanna Konta (WC)              | Lesia Tsurenko           | Alberta Brianti               | Lucie Hradecká           |
| Magdaléna Rybáriková            | Venus Williams           | Iveta Benešová                | Daniela Hantuchová [27]  |
| Maria Elena Camerin (Q)         | Melanie Oudin (WC)       | Tamarine Tanasugarn           | Flavia Pennetta [16]     |
| Ksenia Pervak                   | Pauline Parmentier       | Naomi Broady (WC)             | Alexandra Cadanțu        |
| Sandra Zaniewska (Q)            | Jarmila Gajdošová        | Misaki Doi (LL)               | Carla Suárez Navarro     |
| Barbora Záhlavová-Strýcová      | Johanna Larsson          | Vera Dushevina                | Stéphanie Dubois         |
| Lucie Šafářová [19]             | Chanelle Scheepers       | Laura Pous Tió                | Coco Vandeweghe (Q)      |
| Dominika Cibulková [13]         | Annika Beck (Q)          | Polona Hercog                 | Laura Robson (WC)        |
| Sofia Arvidsson                 | Patricia Mayr-Achleitner | Karin Knapp                   | Akgul Amanmuradova       |
| Caroline Wozniacki [7]          | Nina Bratchikova         | Gréta Arn                     | Svetlana Kuznetsova [32] |
| Ashleigh Barty (WC)             | Urszula Radwańska        | Alexandra Panova              | Casey Dellacqua          |
| María José Martínez Sánchez     | Kimiko Date-Krumm        | Mandy Minella                 | Shahar Pe'er             |
| Simona Halep                    | Kristina Mladenovic (Q)  | Irina-Camelia Begu            | Irina Falconi            |

## Finais

### Profissional
| Categoria | Evento    | Campeã(s)(o/ões)                 | Vice-campeã(s)(o/ões)            | Resultado                 | Chave(s)  | Chave(s)       |
| --------- | --------- | -------------------------------- | -------------------------------- | ------------------------- | --------- | -------------- |
| Simples   | Masculino | Roger Federer                    | Andy Murray                      | 4–6, 7–5, 6–3, 6–4        | principal | qualificatório |
| Simples   | Feminino  | Serena Williams                  | Agnieszka Radwańska              | 6–1, 5–7, 6–2             | principal | qualificatório |
| Duplas    | Masculino | Jonathan Marray Frederik Nielsen | Robert Lindstedt Horia Tecău     | 4–6, 6–4, 7–65, 56–7, 6–3 | principal | qualificatório |
| Duplas    | Feminino  | Serena Williams Venus Williams   | Andrea Hlaváčková Lucie Hradecká | 7–5, 6–4                  | principal | qualificatório |
| Duplas    | Misto     | Mike Bryan Lisa Raymond          | Leander Paes Elena Vesnina       | 3–6, 7–5, 4–6             | principal | principal      |

### Juvenil
| Categoria | Evento    | Campeã(s)(o/ões)                 | Vice-campeã(s)(o/ões)          | Resultado | Chave(s)  | Chave(s)       |
| --------- | --------- | -------------------------------- | ------------------------------ | --------- | --------- | -------------- |
| Simples   | Masculino | Filip Peliwo                     | Luke Saville                   | 7–5, 6–4  | principal | qualificatório |
| Simples   | Feminino  | Eugenie Bouchard                 | Elina Svitolina                | 6–2, 6–2  | principal | qualificatório |
| Duplas    | Masculino | Andrew Harris Nick Kyrgios       | Matteo Donati Pietro Licciardi | 6–2, 6–4  | principal | principal      |
| Duplas    | Feminino  | Eugenie Bouchard Taylor Townsend | Belinda Bencic Ana Konjuh      | 6–4, 6–3  | principal | principal      |

### Cadeirante
| Categoria | Evento    | Campeã(s)(o/ões)               | Vice-campeã(s)(o/ões)       | Resultado | Chave     |
| --------- | --------- | ------------------------------ | --------------------------- | --------- | --------- |
| Duplas    | Masculino | Tom Egberink Michaël Jeremiasz | Robin Ammerlaan Ronald Vink | 6–4, 6–2  | principal |
| Duplas    | Feminino  | Jiske Griffioen Aniek van Koot | Lucy Shuker Jordanne Whiley | 6–1, 6–2  | principal |

### Outros eventos
| Categoria         | Evento           | Campeã(s)(o/ões)                 | Vice-campeã(s)(o/ões)             | Resultado         | Chave     |           |
| ----------------- | ---------------- | -------------------------------- | --------------------------------- | ----------------- | --------- | --------- |
| Duplas convidadas | Masculino sênior | Pat Cash Mark Woodforde          | Jeremy Bates Anders Järryd        | 6–3, 6–4          | principal | principal |
| Duplas convidadas | Masculino        | Greg Rusedski Fabrice Santoro    | Thomas Enqvist Mark Philippoussis | 36–7, 6–4, [11–9] | principal | principal |
| Duplas convidadas | Feminino         | Lindsay Davenport Martina Hingis | Martina Navrátilová Jana Novotná  | 6–3, 6–2          | principal | principal |